# Franz Christoph (Publizist)
Franz Christoph (* 2. Juli 1953 in Furth im Wald; † 28. Dezember 1996 in Berlin) war ein deutscher Publizist und Mitbegründer der Krüppelbewegung.

## Leben
1977 gründete Christoph zusammen mit Horst Frehe in Bremen die bundesweit erste Krüppelgruppe. Die Gruppe forderte politisch nicht die Integration, sondern wollte die „nichtbehinderte Öffentlichkeit mit ihren eigenen Unzulänglichkeiten konfrontiert“ sehen (Sierck).
Franz Christoph war ein genauer Beobachter gesellschaftlicher Diskussionen um die „Enttabuisierung“ des Themas „Euthanasie“. Hier kritisierte er besonders die Wochenzeitung Die Zeit. Christoph war in Deutschland einer der ersten Kritiker der Thesen des australischen Bioethikers Peter Singer, die er als „Aufruf zum Mord“ bezeichnete. Er behauptete, dass eine enge Verbindung zwischen Rassismus und den Thesen Singers bestünde.
Für Aufsehen sorgte Franz Christoph auch mit Aktionen, wie die vom 18. Juni 1981, als er mit seiner Gehhilfe den Bundespräsident Karl Carstens bei einer öffentlichen Veranstaltung vor die Beine schlug. Udo Sierck, Autor des Buches „Die WohlTÄTER-Mafia – vom Erbgesundheitsgericht zur humangenetischen Beratung“, kommentierte die Aktion: „Der Hieb zielte auf die verlogenen Gönner, die von Integration und Miteinander redeten, die offene und versteckte Diskriminierung behinderter Personen aber nicht wahrhaben wollten.“

## Zitat
„Nachdem der Behindertenmord der Nazis auch von Begriffen wie ‚schöner Tod‘ oder ‚Gnadentod‘ begleitet wurde, sollte selbst bei gering entwickeltem Geschichtsbewusstsein die ursprüngliche ‚positive‘ Bedeutung des Wortes ausgedient haben. Euthanasie bedeutet faktisch Massenmord. Wer die Naziopfer unterschiedlich bewertet, verhöhnt die Euthanasieopfer und macht letztendliche unterschiedliche Wertungen von Menschenleben wieder salonfähig.“

## Werke
- Ich bin (k)ein Felix. Autobiografischer Roman. Herausgegeben von Christian Mürner. verlag am park. 1998. ISBN 3-932180-71-2
- Unterdrückung Behinderter durch Nichtbehinderte – Begründung eines Antrages auf Asyl. in: Behindertenpädagogik, 4/1979, 344–365.
- Behindertenstandpunkt, in: Sozialmagazin – Zeitschrift für Sozialarbeit und Sozialpädagogik, 3/1980, 56–59.
- Erläuterungen zu meiner Aktion bei der Reha ’81. In: Krüppelzeitung 2/81, 24–27.
- Krüppelschläge. Gegen die Gewalt der Menschlichkeit, 1. Auflage, Hamburg 1983. ISBN 3-499-15235-5